# Rocco Filippini
Rocco Filippini (Lugano, 7 settembre 1943 – Lugano, 13 aprile 2021) è stato un violoncellista svizzero.

## Biografia
Figlio del letterato e pittore Felice Filippini e della pianista Dafne Salati, fu avviato precocemente alla pratica musicale. Determinante l'incontro con Pierre Fournier, che assunse la guida della sua formazione insieme col prof. Franz Walter del Conservatorio di Ginevra, dove si diplomò a 17 anni con il Premier Prix de Virtuosité, che non veniva assegnato da 36 anni. Continuando a perfezionarsi con i suoi insegnanti, cui si aggiunse il violinista Corrado Romano, vinse il secondo premio (senza l'assegnazione del primo), appena ventenne, al Concorso internazionale di Ginevra, iniziando l'attività concertistica.
In un ampio repertorio, dalla musica barocca a quella dei giorni nostri, si è esibito nelle grandi sale d'Europa, Nord e Sudamerica, Australia e Giappone e in famosi festival. Nel 1968 fonda il Trio di Milano, con Bruno Canino e Cesare Ferraresi; più tardi con la violinista Mariana Sîrbu. Dal 1992 è membro fondatore del Quartetto Accardo.

Assai numerosi sono i concerti tenuti al Teatro alla Scala di Milano, dove ha dato recitals con pianoforte, ha eseguito il Concerto di György Ligeti, accompagnato dall'Orchestra Filarmonica della Scala, e ha partecipato a molti concerti di musica da camera, tra i quali spicca la lunga collaborazione con Maurizio Pollini, in programmi che sono stati ripresi a Roma, Londra, Tokyo, New York e ai Festival di Pesaro e Salisburgo. Al Festival di Salisburgo ha suonato in prima esecuzione Tre Veglie di Fabio Vacchi, con Anna Caterina Antonacci, accompagnato dall'Orchestre de Paris diretta da Iván Fischer.
Nel 1979 viene nominato docente di violoncello al Conservatorio G. Verdi di Milano. Nel 2003 è chiamato da Luciano Berio ai corsi di perfezionamento dell'Accademia di Santa Cecilia. Nel 1985 fonda con Salvatore Accardo, Bruno Giuranna e Franco Petracchi l'Accademia Walter Stauffer di Cremona, una scuola per strumenti ad arco che ha richiamato oltre ottocento giovani da diversi Paesi e che è stata insignita del Premio Abbiati della critica nel 2000. È stato invitato ripetutamente da Rudolf Serkin al Festival di Marlboro e alle serie di concerti Music from Marlboro.
Alcuni dei massimi compositori di oggi gli hanno dedicato le loro opere: Franco Donatoni, Ala; Luciano Berio, Elaborazione per violoncello e contrabbasso dei Duetti per due violini; Giovanni Sollima, The Songlines; Salvatore Sciarrino, Il paese senz'alba. Di quest'ultimo autore, ha interpretato in prima esecuzione il Trio n. 2 al Concertgebouw di Amsterdam e ha diretto il Cadenzario con l'Orchestra Verdi di Milano.
Ha pubblicato opere del repertorio violoncellistico per la Ricordi (Bach, Popper, Servais, Piatti) e ha curato trascrizioni dei Wesendonck Lieder di Wagner e delle Siete Canciones Populares Españolas di De Falla. La sua discografia comprende molte registrazioni per RCA, Fonè, Nuova Era, Assaí, Fonit Cetra Italia, Amadeus, Ricordi, Symphonia, Dynamic, Con P&Pclassica, (ora: ProClassica Inc.-USA, Direttore Artistico Giancarlo Acquisti), ha registrato, come Solista e Direttore, i Due Concerti per Violoncello e Orchestra di Franz Joseph Haydn (Orchestra da Camera Roma Classica), etc.
Suonava lo Stradivari Gore-Booth ex-Baron Rothschild (1710).
Rocco Filippini è morto nel 2021 per complicazioni da Covid-19.

## Riconoscimenti
- 1967 - Premio per il migliore solista dell'anno dell'Associazione dei musicisti svizzeri
- 1995 - Accademico di Santa Cecilia[4]
- 2001 - Premio della Fondazione del Centenario della Banca della Svizzera italiana
- 2010 - Professore Emerito del Conservatorio di Milano